# Isidoros av Pelusium
Isidoros av Pelusium (grekiska: Ἰσίδωρος ὁ Πηλουσιώτης), född cirka 355–360, död cirka 435–440, var en egyptisk munk, präst och lärd man, som skrev ett stort antal brev om kyrkliga angelägenheter. Han levde och verkade i och omkring Pelusium, en stad belägen i nordöstra Nildeltat i Egypten. Isidoros var en av sin tids mest produktiva författare sett till det som har bevarats i form av omkring 2 000, oftast korta, brev.
Det finns relativt få trovärdiga dokument med information om Isidoros liv. Han fick sin utbildning i Pelusium och sedan troligen i Alexandria, varefter han återvände till Pelusium och kom att arbeta med högre utbildning som privatlärare. Därefter sökte han sig till ensamheten i öknen varifrån han återkom till Pelusium och tjänade som präst. Under senare delen av sitt liv levde han som munk i ett kloster, där han också dog vid hög ålder. Det var under sin tid i klostret som han skrev merparten av sina brev, vilka främst riktade sig till folk i trakten av Pelusium eller på andra platser i Egypten, och genom dessa kom han att påverka i frågor av såväl offentlig som kyrklig karaktär.
Isidoros var känd för sin stränga regelefterlevnad och sin asketiska livshållning, och han var en stark förespråkare för att man ska leva som man lär. Han bekämpade det han ansåg vara kätterska läror, framför allt nestorianismen. Inom östkyrkan betraktas Isidoros som ett helgon vars högtid firas den 4 februari.

### Källor och hagiografiska skildringar

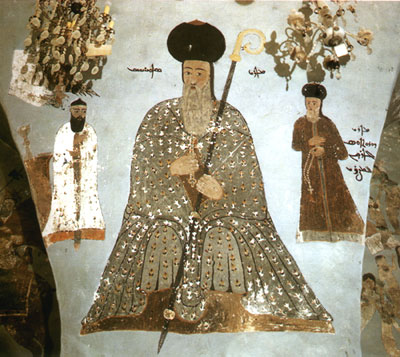
Målning i Abu Serga-kyrkan i Koptiska Kairo föreställande patriark Severos av Antiochia, den förste att bevittna Isidoros och dennes brev.

### Ungdomsåren och utbildningen

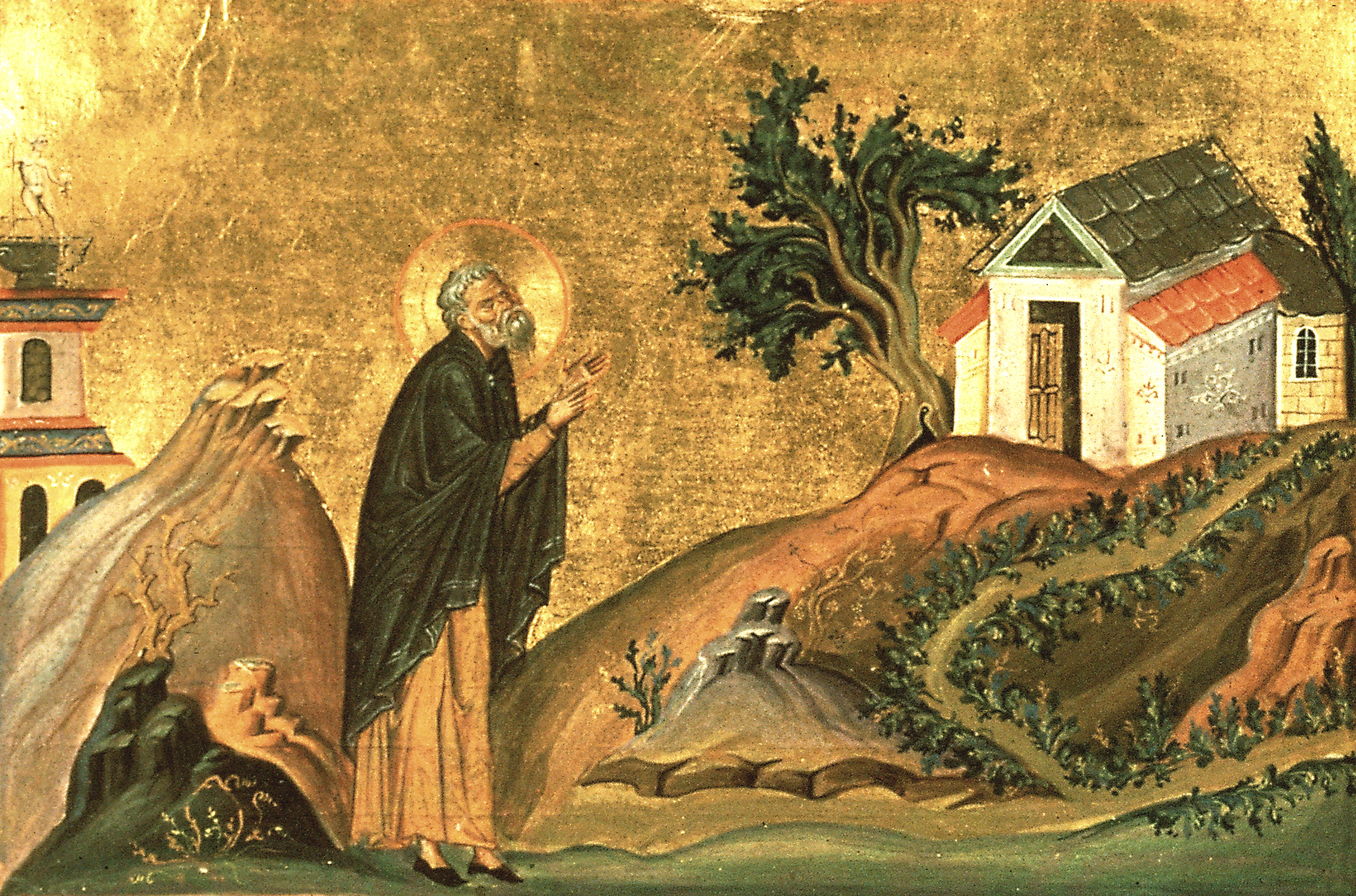
Målning föreställande Isidoros av Pelusium. Från Menologium Basilianum (ca 1000), Vatikanbiblioteket, Rom.

### Personidentifikationen och uttolkningen

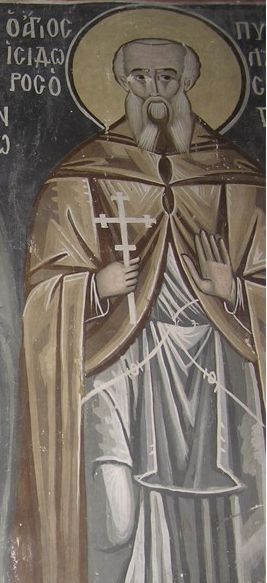
Isidoros av Pelusium. Freskomålning från Korsets kloster i Jerusalem.

#### Till den kyrkliga makten

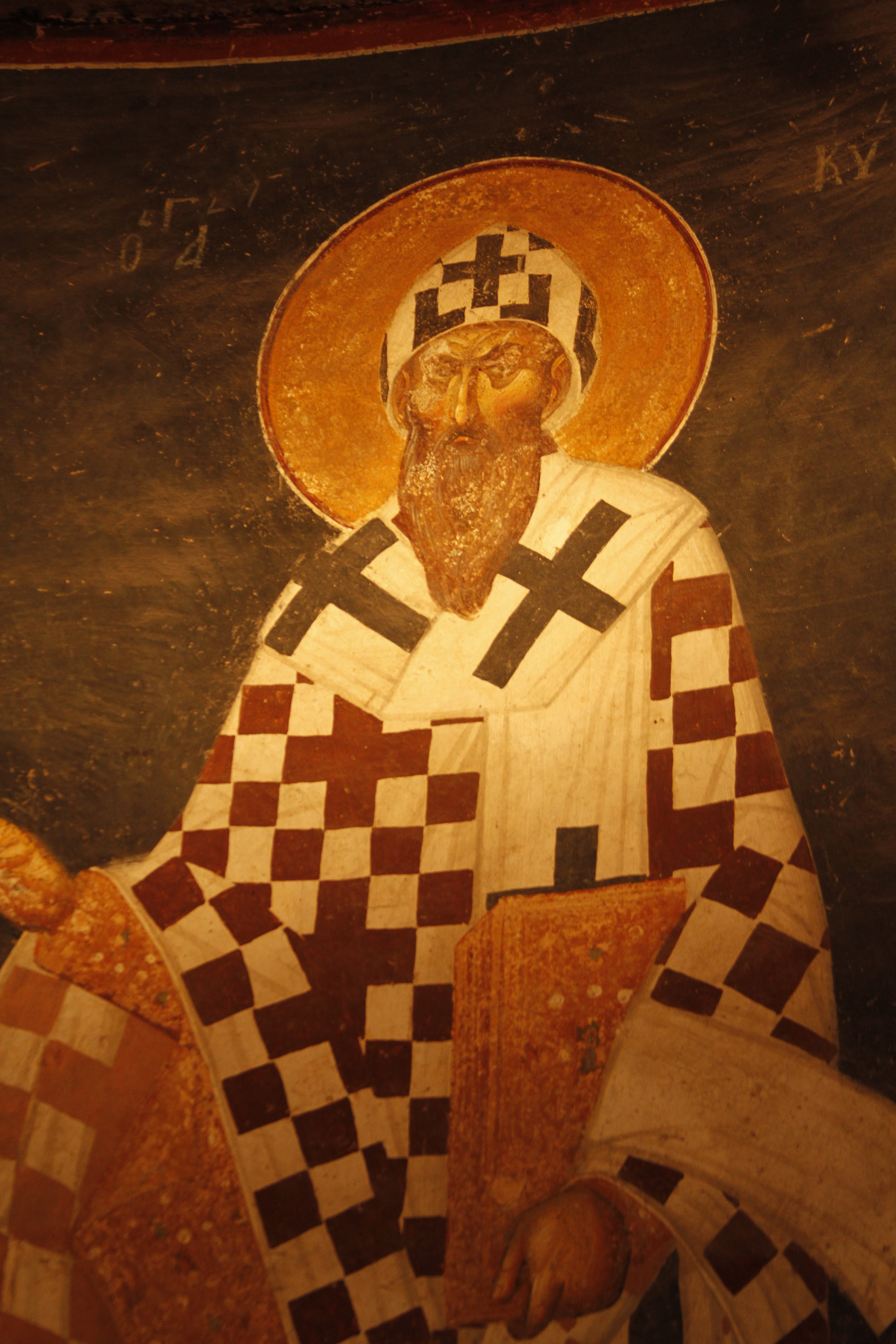
Fresk från Chora-kyrkan i Istanbul föreställande patriark Kyrillos av Alexandria. 11 brev som Isidoros skrev till honom har bevarats.

### Valda citat ur Isidoros brev

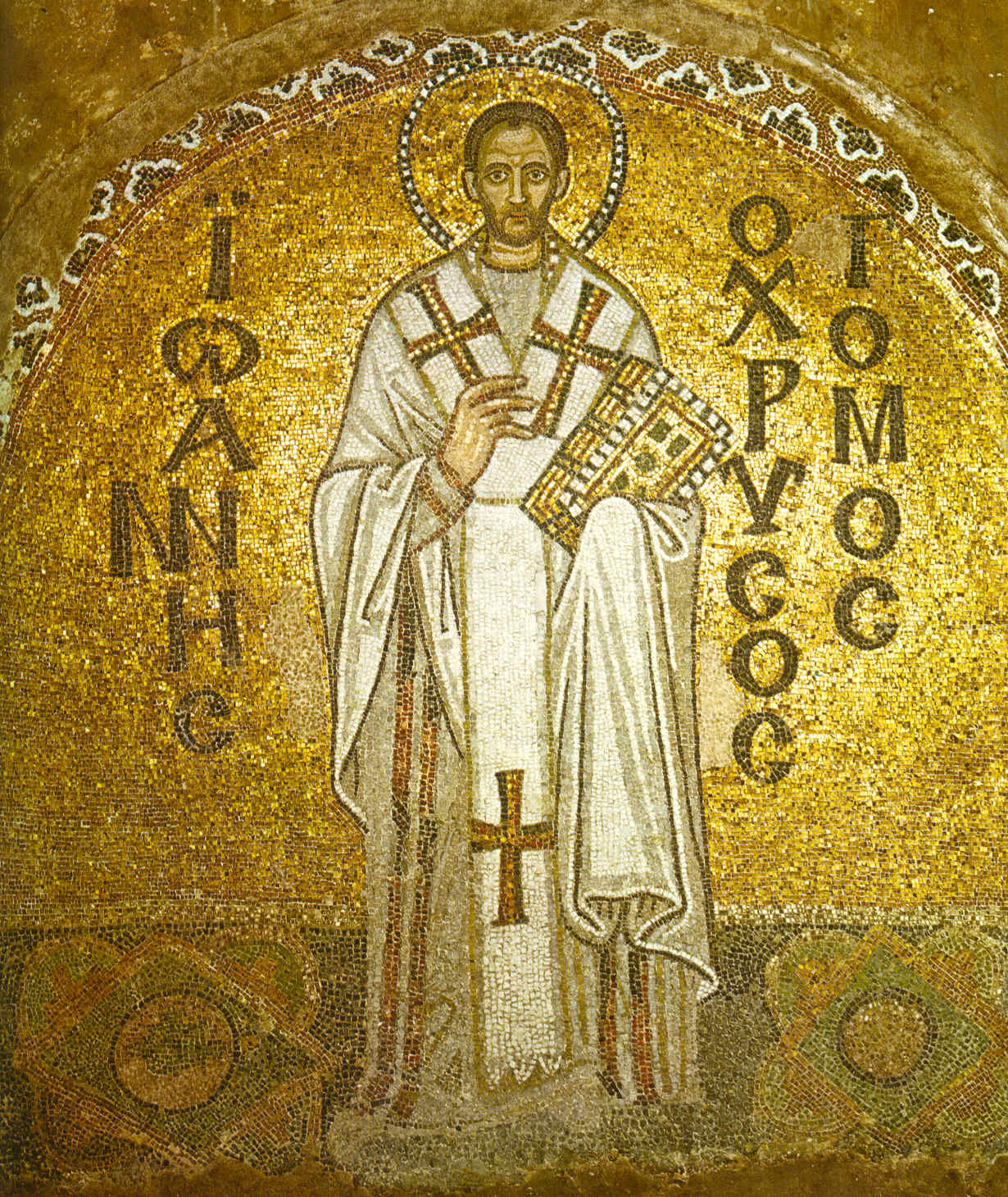
Isidoros stora förebild Johannes Chrysostomos, avbildad i en cirka 1000 år gammal mosaik i Hagia Sofia.

## Biografi